# 2차 세계대전 타임트랙
《2차 세계대전 타임트랙》(Flight World War II)는 미국에서 제작된 에밀 에드윈 스미스 감독의 2015년 액션, SF, 모험 영화이다. 로비 케이 등이 주연으로 출연하였다.

## 출연

### 주연
- 로비 케이
- 페런 테이어

### 조연
- 아퀼라 졸